# Via Sistina
Via Sistina è una via del centro di Roma, che collega piazza Trinità dei Monti con piazza Barberini. Provenendo da Trinità dei Monti, la via appartiene al rione Campo Marzio fino all'incrocio con via Francesco Crispi; in seguito è parte del rione Colonna fino a piazza Barberini.

## Storia
La via fu aperta da papa Sisto V, con architetto Domenico Fontana, verso la fine del XVI secolo: il pontefice voleva in questo modo collegare il Pincio con la basilica di Santa Croce in Gerusalemme, passando per Santa Maria Maggiore, attraverso i monti di Roma, ossia la zona collinare ad est del centro storico. 
Era chiamata strada Felice dal nome di battesimo del papa, al secolo Felice Peretti, che fece erigere all'estremità del nuovo tracciato, sullo sfondo dell'abside di Santa Maria Maggiore, l'obelisco poi detto Esquilino, uno dei due ritrovati presso il Mausoleo di Augusto. Fu lo stesso pontefice a provvedere all'urbanizzazione della zona, favorendo con esenzioni e privilegi chi avesse costruito lungo la nuova via.
Questa lunghissima via rettilinea, che raggiungeva oltre 2 chilometri di lunghezza, nel XVIII secolo fu frazionata ed assunse nomi diversi: da piazza Esquilino parte oggi via Depretis, che costeggiato il Viminale e attraversata la moderna via Nazionale prosegue con via delle Quattro Fontane, e solo all'ultimo tratto verso la Trinità dei Monti, a ricordo del suo ideatore, fu attribuito il nome di via Sistina.

## Monumenti
Percorrendo la via da piazza Trinità dei Monti a piazza Barberini si incontrano i seguenti monumenti di interesse storico:
- Palazzetto Stroganoff (XIX secolo), proprietà di Grigorij Sergeevič Stroganov
- Palazzo Perucchi (XVII secolo)
- Palazzo Dotti (XVIII secolo)
- Chiesa dei Santi Ildefonso e Tommaso da Villanova (XVII secolo)

Inoltre, diverse targhe commemorative ricordano Giovanni Battista Piranesi, Bertel Thorvaldsen, Luigi Canina, Nikolaj Vasil'evič Gogol', Luigi Rossini. Affaccia sulla strada il teatro Sistina.

## Galleria d'immagini

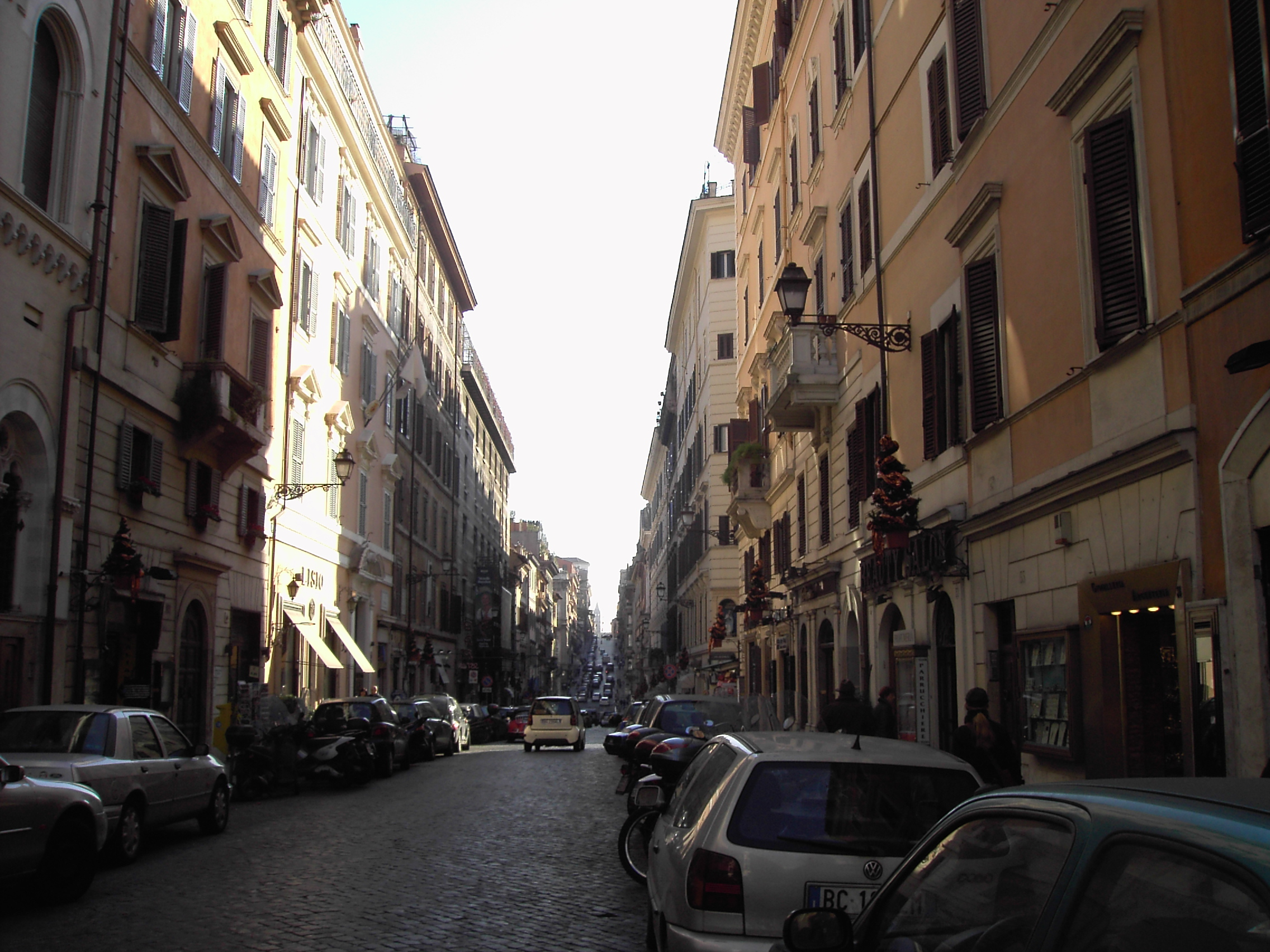
Via Sistina
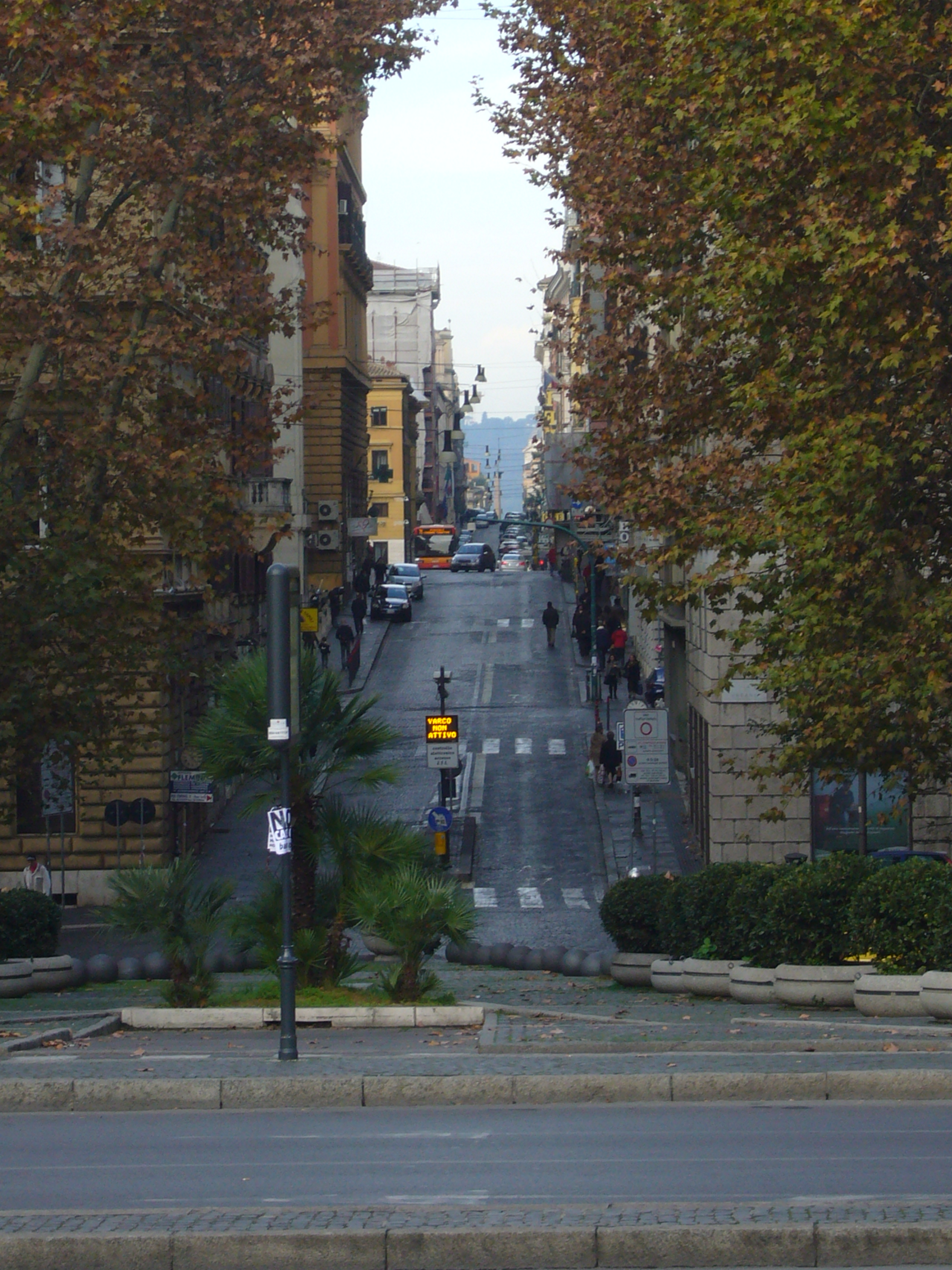
il tracciato dell'antica Strada Felice da piazza Esquilino alla Trinità dei Monti
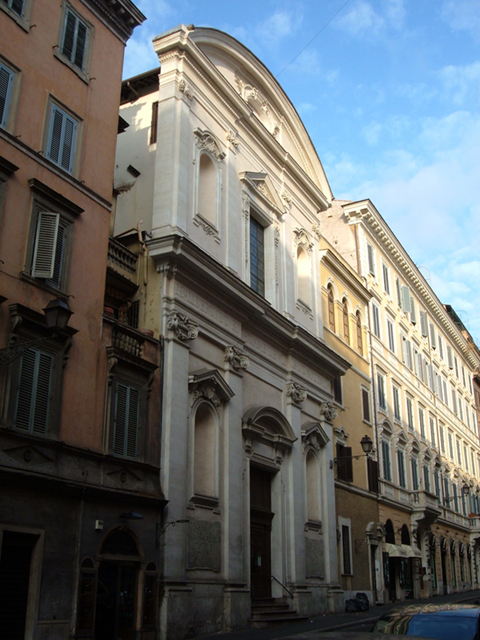
Chiesa dei Santi Ildefonso e Tommaso da Villanova